# Yalode (crater)
Yalode este al doilea cel mai mare crater confirmat de pe Ceres, după Kerwan. Este adiacent unui alt crater mare, Urvara și servește drept omonim pentru Quadrunghiul Yalode. Yalode este numit după zeitatea Dahomeyană (Fon) a recoltei de igname, Yalodé; numele Yalode a fost aprobat oficial de Uniunea Astronomică Internațională (IAU) la 3 iulie 2015.

## Geologie
Yalode este un bazin de impact puternic degradat, găzduind numeroase cratere mai mici, cum ar fi Besua. Yalode este omogen din punct de vedere geologic, cu interiorul său compozițional similar cu zonele înconjurătoare. Yalode este el însuși suprapus de bazinul Urvara, al treilea crater ca mărime de pe Ceres; ambele sunt înconjurate de depozite extinse de resturi.
Yalode și regiunile care îl înconjoară par a fi puternic tectonizate. Podeaua bazinului Yalode prezintă fracturi paralele care sunt mai mari și mai dezvoltate decât cele găsite în alte bazine mari de impact de pe Ceres. Fracturile din Yalode par să se fi format în cel puțin două generații distincte și sunt concentrate de-a lungul marginii bazinului său. Natura paralelă a fracturilor este posibil reprezentativă faliilor de horst și graben din cauza solicitărilor de extensie și a blocurilor de scoarță înclinate. În jurul lui Yalode se află o vastă rețea de lanțuri de gropi, Samhain Catenae. Lanțurile de gropi ale lui Samhain Catenae sunt orientate aproximativ radial către Yalode. În ciuda acestui fapt, Samhain Catenae nu pare să fi fost creat de resurile aruncate în timpul evenimentul de impact care l-a creat pe Yalode (mecanismul prin care s-au format lanțurile de cratere radiale ale Mare Orientale). În schimb, Samhain Catenae poate fi o rețea de falii extensionale, create când material de sub Yalode s-a ridicat. Acest proces ar explica, de asemenea, natura neobișnuit de largă a fracturilor din podea interioară a lui Yalode.